# Monaco op de Olympische Zomerspelen 2000
Monaco nam deel aan de Olympische Zomerspelen 2000 in Sydney, Australië. Ook de zestiende deelname aan de olympische zomerspelen bleef zonder medailles.

## Deelnemers en resultaten

### Judo
| Olympiër         | Discipline | Resultaat | Prestatie                                                                 |
| ---------------- | ---------- | --------- | ------------------------------------------------------------------------- |
| Thierry Vatrican | -81kg (m)  | 17e       | 1ste ronde: V van POR Delgado: ippon herkansingen: V van ITA Lepre: ippon |

### Schietsport
| Olympiër               | Discipline          | Resultaat | Prestatie                                        |
| ---------------------- | ------------------- | --------- | ------------------------------------------------ |
| Fabienne Diato-Pasetti | 10m luchtgeweer (v) | 41e       | kwalificatie: 41ste met 387 punten (96-99-97-95) |

### Taekwondo
| Olympiër           | Discipline | Resultaat | Prestatie                                            |
| ------------------ | ---------- | --------- | ---------------------------------------------------- |
| Olivier Bernasconi | -68kg (m)  | 9e        | voorronde: vrij kwartfinale: V van GER Acharki: 1-15 |

### Zwemmen
| Olympiër      | Discipline          | Resultaat | Prestatie               |
| ------------- | ------------------- | --------- | ----------------------- |
| Sylvain Fauré | 100m schoolslag (m) | 51e       | serie 2: 2de in 1.05,51 |

Albanië · Algerije · Amerikaanse Maagdeneilanden · Amerikaans-Samoa · Andorra · Angola · Antigua en Barbuda · Argentinië · Armenië · Aruba · Australië · Azerbeidzjan · Bahama's · Bahrein · Bangladesh · Barbados · België · Belize · Benin · Bermuda · Bhutan · Bolivia · Bosnië en Herzegovina · Botswana · Brazilië · Britse Maagdeneilanden · Brunei · Bulgarije · Burkina Faso · Burundi · Cambodja · Canada · Centraal-Afrikaanse Republiek · Chili · China · Chinees Taipei · Colombia · Comoren · Congo-Brazzaville · Congo-Kinshasa · Cookeilanden · Costa Rica · Cuba · Cyprus · Denemarken · Djibouti · Dominica · Dominicaanse Republiek · Duitsland · Ecuador · Egypte · El Salvador · Equatoriaal-Guinea · Eritrea · Estland · Ethiopië · Fiji · Filipijnen · Finland · Frankrijk · Gabon · Gambia · Georgië · Ghana · Grenada · Griekenland · Groot-Brittannië · Guam · Guatemala · Guinee · Guinee‑Bissau · Guyana · Haïti · Honduras · Hongarije · Hongkong · Ierland · IJsland · India · Indonesië · Irak · Iran · Israël · Italië · Ivoorkust · Jamaica · Japan · Jemen · Joegoslavië · Jordanië · Kaaimaneilanden · Kaapverdië · Kameroen · Kazachstan · Kenia · Kirgizië · Koeweit · Kroatië · Laos · Lesotho · Letland · Libanon · Liberia · Libië · Liechtenstein · Litouwen · Luxemburg · Macedonië · Madagaskar · Malawi · Malediven · Maleisië · Mali · Malta · Marokko · Mauritanië · Mauritius · Mexico · Micronesië · Moldavië · Monaco · Mongolië · Mozambique · Myanmar · Namibië · Nauru · Nederland · Nederlandse Antillen · Nepal · Nicaragua · Nieuw-Zeeland · Niger · Nigeria · Noord-Korea · Noorwegen · Oeganda · Oekraïne · Oezbekistan · Oman · Oostenrijk · Pakistan · Palau · Palestina · Panama · Papoea-Nieuw-Guinea · Paraguay · Peru · Polen · Portugal · Puerto Rico · Qatar · Roemenië · Rusland · Rwanda · Saint Kitts en Nevis · Saint Lucia · Saint Vincent en Grenadines · Salomonseilanden · Samoa · San Marino ·  Sao Tomé en Principe · Saoedi-Arabië · Senegal · Seychellen · Sierra Leone · Singapore · Slovenië · Slowakije · Soedan · Somalië · Spanje · Sri Lanka · Suriname · Swaziland · Syrië · Tadzjikistan · Tanzania · Thailand · Togo · Tonga · Trinidad en Tobago · Tsjaad · Tsjechië · Tunesië · Turkije · Turkmenistan · Uruguay · Vanuatu · Venezuela · Verenigde Arabische Emiraten · Verenigde Staten · Vietnam · Wit-Rusland · Zambia · Zimbabwe · Zuid-Afrika · Zuid-Korea · Zweden · Zwitserland · Individuele olympische atleten